# Săliștioara, Hunedoara

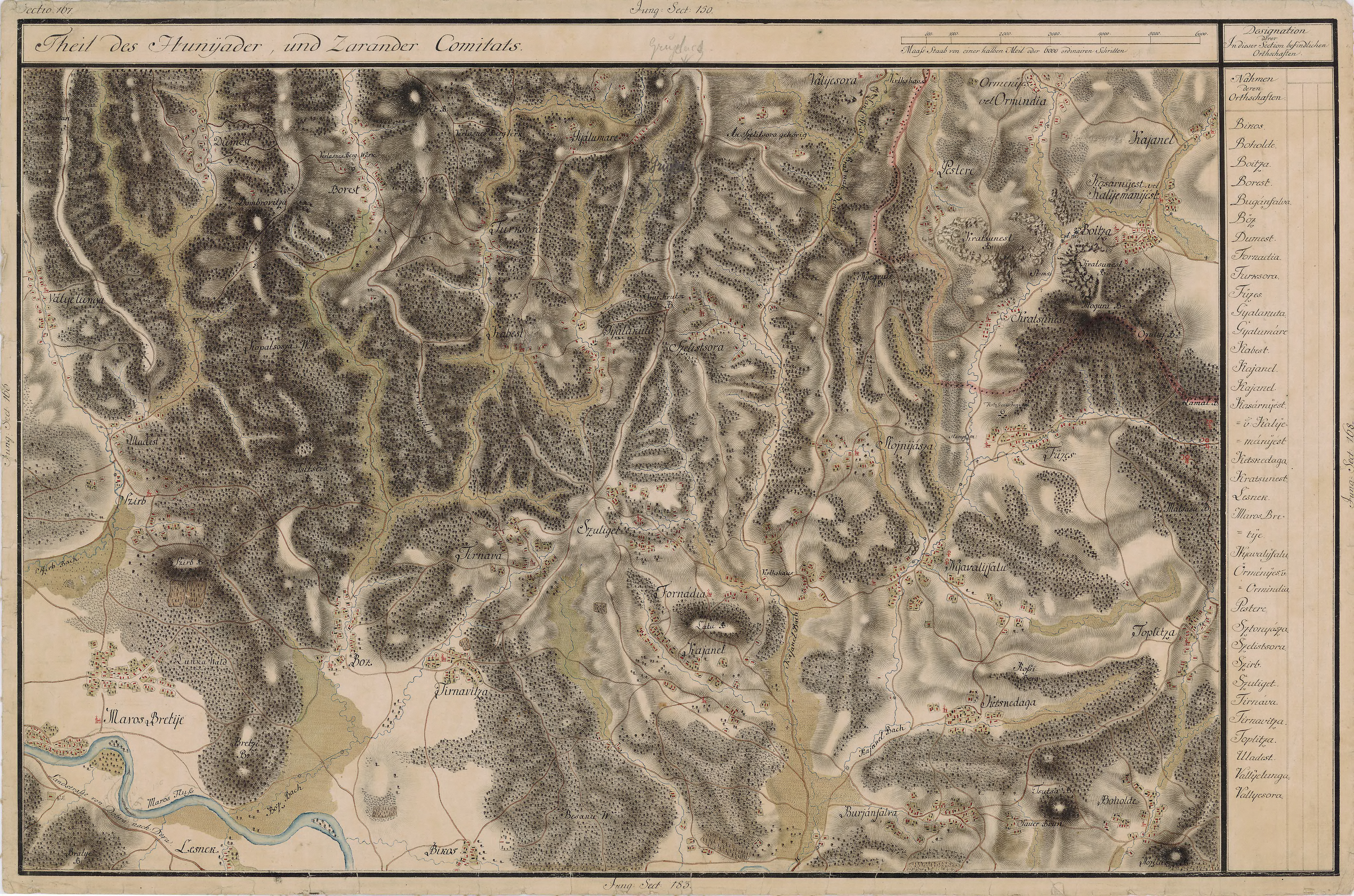
Săliștioara în Harta Iosefină a Transilvaniei, 1769-1773

Săliștioara este un sat în comuna Vălișoara din județul Hunedoara, Transilvania, România.

## Vezi și
- Biserica de lemn din Săliștioara

## Galerie de imagini

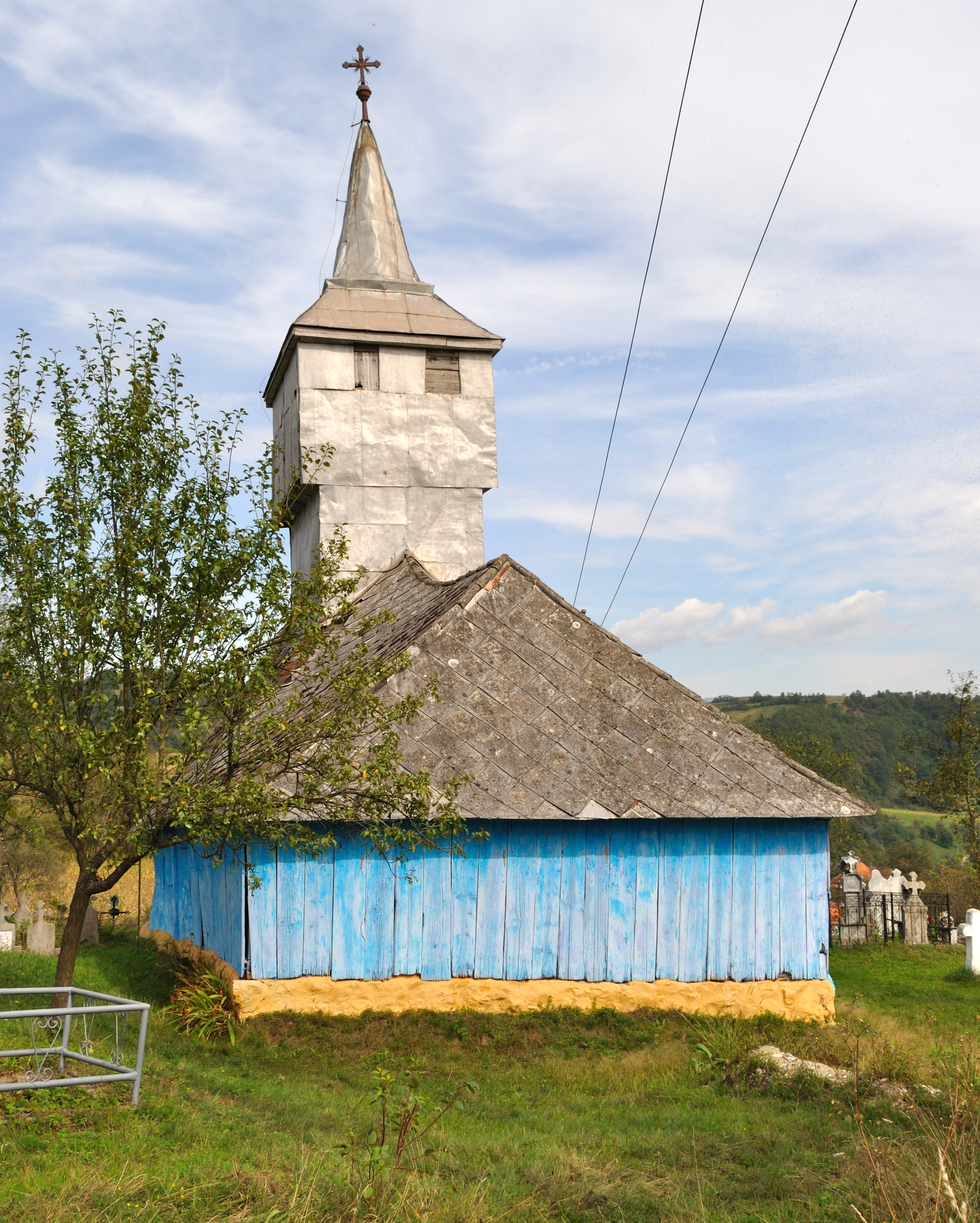
Biserica de lemn „Sfântul Nicolae” (1830)
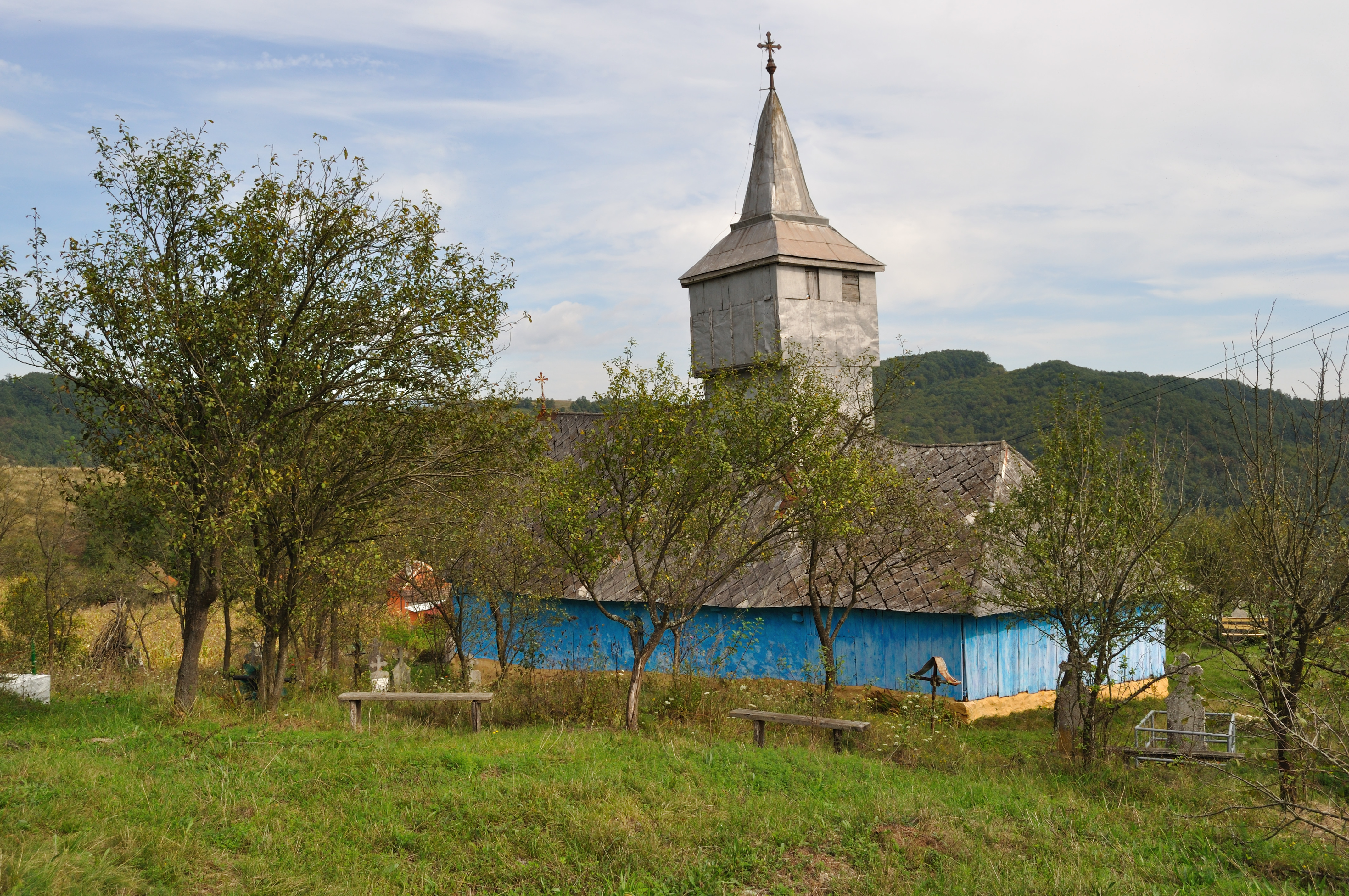
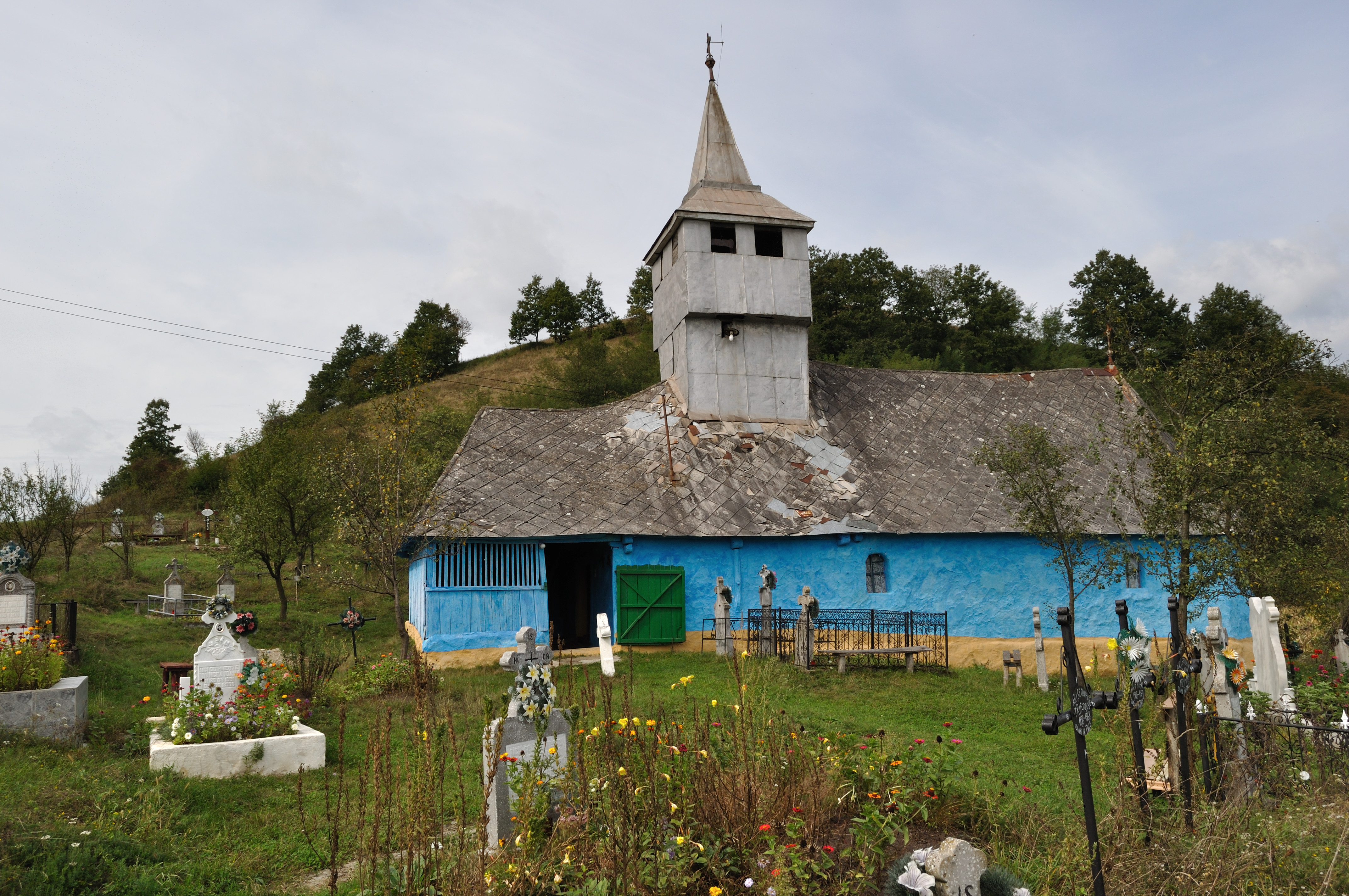
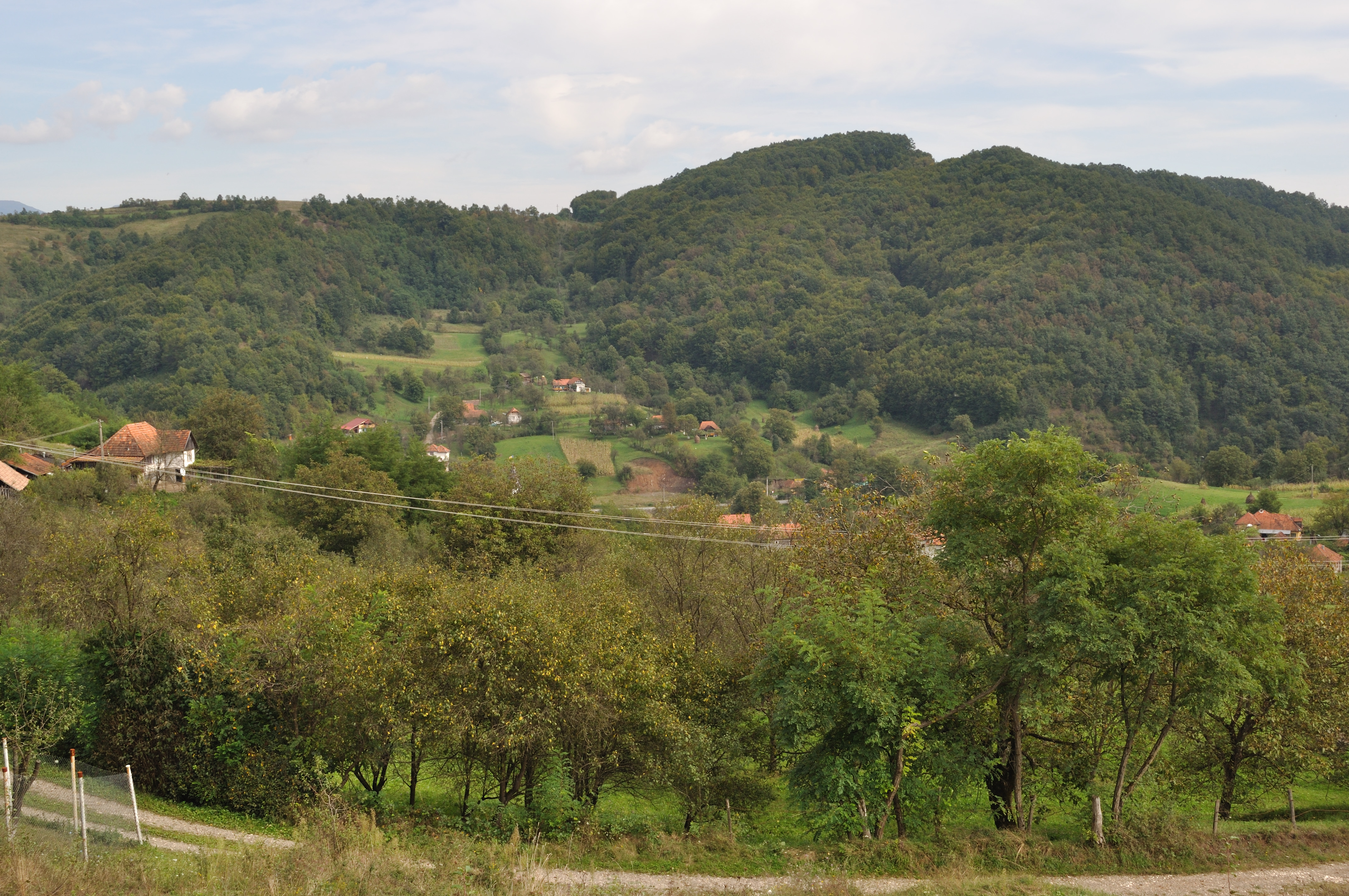
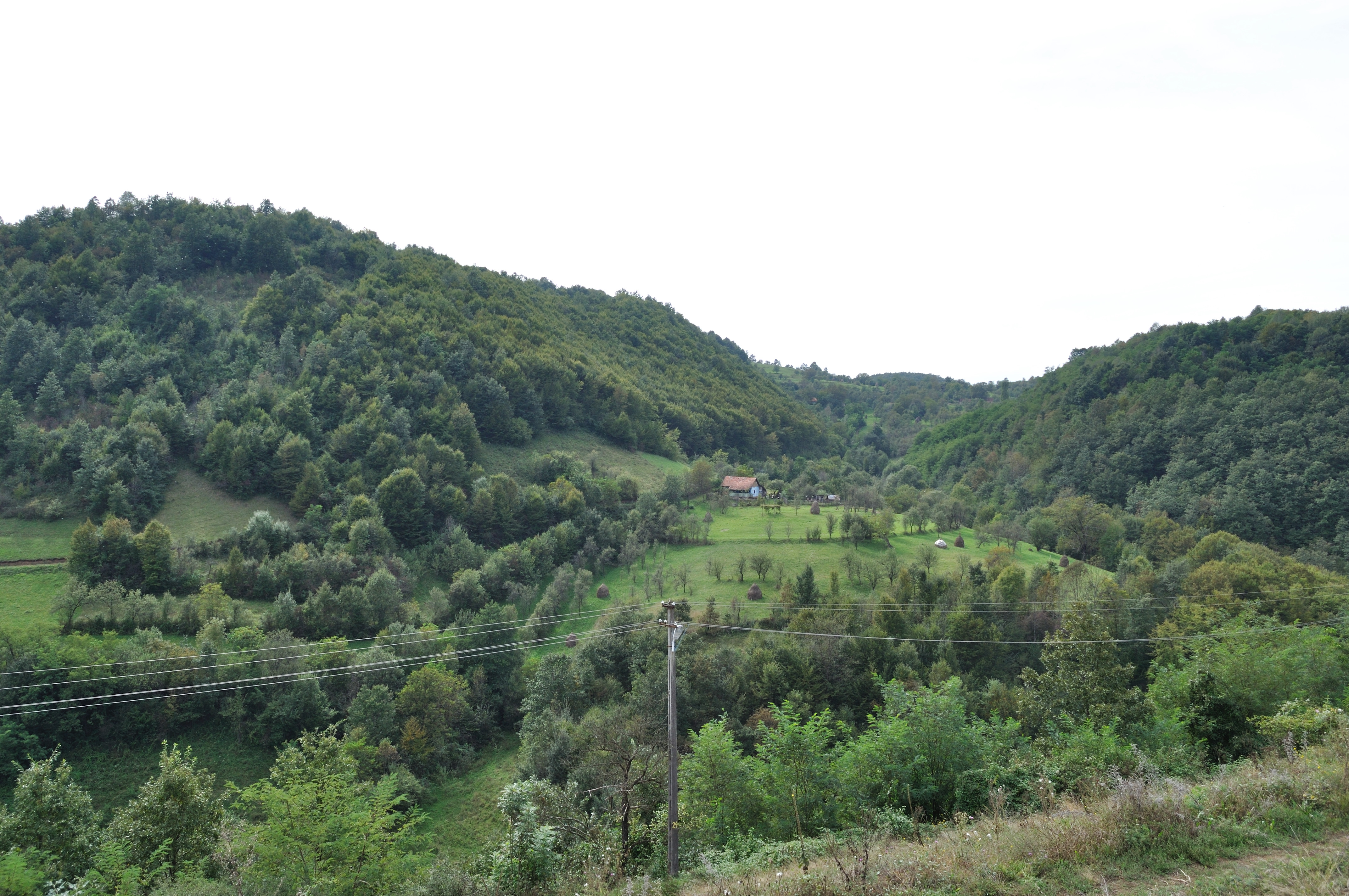